# Ron Leavitt
Ronald Leavitt (Brooklyn, New York, 7 november 1947 - Sherman Oaks, Californië, 10 februari 2008) was een Amerikaans scriptschrijver en televisieproducent. Samen met Michael G. Moye was hij de bedenker van de populaire komedieserie Married... with Children.
Hij schreef en produceerde tientallen afleveringen van deze serie en was sporadisch te zien als figurant. Eenmalig had hij een actievere rol: in seizoen 6, aflevering 11 speelde hij een privédetective in een parodie op de film Chinatown.
In februari 2008 overleed hij aan longkanker in de leeftijd van zestig jaar.